# Салин, Мона
Мо́на Ингебо́рг Сали́н (швед. Mona Ingeborg Sahlin, урождённая А́ндерссон, Andersson; род. 9 марта 1957, Соллефтео, Вестерноррланд) — шведский политический и государственный деятель. Лидер Социал-демократической партии Швеции в 2007—2011 годах, первая женщина на этом посту. Депутат риксдага в 1982—1994 и 2006—2011 годах. Заместитель премьер-министра Швеции в 1994—1995 годах. Занимала ряд других министерских постов в 1990—1991 и 1998—2006 годах.

## Биография
Мона Салин родилась в семье Ханса Андерссона — бывшего советника премьер-министра Ингвара Карлссона и председателя местного отделения СДРПШ близ Стокгольма.
В 1964 году основала шведский «Клуб Барби» (Barbieklubben).
В 1973 году вступила в Молодёжную социал-демократическую лигу.
Член Парламента Швеции в 1982—1996 и 2002—2011 гг. от Стокгольмского округа.
Занимала различные посты в кабинетах социал-демократов в 1990-е и 2000-е годы: министр труда (1990—1991 гг.), министр гендерного равенства и вице-премьер (1994—1996 гг.).
В 1995 году Мона Салин, используя кредитную карту, предназначенную для рабочих покупок, израсходовала более 50 тысяч шведских крон, купив среди прочего две шоколадки Toblerone. Случай получил широкую огласку и стал известен как «Дело Toblerone», а Салин была вынуждена снять свою кандидатуру на пост премьер-министра Швеции. В политику она вернулась лишь в 1998 году.
Министр без портфеля в правительстве Йорана Перссона (1998), министр промышленности, труда и коммуникаций (1998—2002), министр юстиции (2002—2004), министр устойчивого развития (2004—2006).
Уступив в 2006 году власть «Альянсу за Швецию», набрав 34,99 % голосов избирателей, Йоран Перссон подал в отставку. На партийном конгрессе 17 марта 2007 года Мона Салин была единогласно избрана преемником бывшего премьер-министра Швеции Йорана Перссона на посту председателя Социал-демократической партии Швеции. Ушла с этого поста после поражения партии на парламентских выборах 2010 года.